# Ophiura lenticularis
Ophiura lenticularis är en ormstjärneart som beskrevs av Jean Baptiste François René Koehler 1908. Ophiura lenticularis ingår i släktet Ophiura och familjen fransormstjärnor. Inga underarter finns listade i Catalogue of Life.